# ヤクブ・スラデック
- ヤコブ・スラデック
- ヤクブ・スラーデク

ヤクブ・スラデック（Jakub Sládek、1990年2月17日 - ）は、チェコ・プラハ出身のプロ野球選手（内野手）。現在は、チェコの国内リーグであるチェコ・エクストラリーガのコトラーカ・プラハに所属している。
日本球界ではヤコブ・スラデックと表記され、「GLOBAL BASEBALL MATCH 2015 侍ジャパン 対 欧州代表」ではヤクブ・スラーデクと表記された。

## 経歴

### チェコ球界時代
2007年にチェコ国内リーグであるチェコ・エクストラリーガのテゴラ・タイタンズと契約を結んだ。

### ドイツ球界時代
2008年1月31日にフィラデルフィア・フィリーズと契約したが、この年はドイツの国内リーグである野球ブンデスリーガのレーゲンスブルク・レギオネーレでプレー。

### フィリーズ傘下時代
2009年6月23日にフィリーズとマイナー契約で再契約し、ルーキー級ガルフ・コーストリーグ・フィリーズで9試合に出場したが、打率.188と結果を残せず、7月21日に放出された。9月には第38回IBAFワールドカップのチェコ代表に選出されている。

### チェコ球界復帰
2010年はチェコ・エクストラリーガのコトラーカ・プラハと契約を結び、3年振りにチェコ球界に復帰した。同年はリーグ3位タイとなる4本塁打を記録した。7月には第31回ヨーロッパ野球選手権大会のチェコ代表に選出され、10月には第17回IBAFインターコンチネンタルカップにも出場している。
2011年は故障で15試合の出場にとどまり、この年限りで退団した。

### 日本球界時代
2012年3月21日に、日本の独立リーグであるベースボール・チャレンジ・リーグの石川ミリオンスターズと契約を結んだ事が発表された。主に代打として24試合に出場したが、打率は.254、本塁打は1本も打てず、シーズン途中の8月11日に自由契約となった。シーズン中には第31回ヨーロッパ野球選手権大会のチェコ代表に選出されている。

### 2度目のチェコ球界復帰
2012年9月に第3回WBC予選のチェコ代表に選出された。
2014年からプラハに復帰。43試合の出場で19本塁打を記録し、最多本塁打のタイトルを獲得。9月3日には第33回ヨーロッパ野球選手権大会のチェコ代表に選出された。
2015年開幕前には「GLOBAL BASEBALL MATCH 2015 侍ジャパン 対 欧州代表」の暫定メンバーになっていたものの、正式メンバーには選出されなかった。しかし、リック・バンデンハークとアンドリュー・ジョーンズが出場辞退したため、急遽オランダ代表のマイク・ボルセンブロークと共に追加メンバーとして選出された。チェコ人では初の選出となったが、出場機会はなかった。シーズンでは35試合の出場で15本塁打を放ち、2年連続で最多本塁打を記録。またリーグ史上最年少（25歳）で通算50本塁打を記録した。シーズン中の6月24日に2015年夏季ユニバーシアードの野球チェコ代表に選出され、8月25日には第4回WBC予選を見据えた強化合宿である「野球チェコ代表 2015 USAツアー」のチェコ代表に選出された。
2016年3月9日に第4回WBC予選のチェコ代表に選出された。

## 詳細情報

### 代表歴
- 2009 IBAFワールドカップ チェコ代表
- 2010年ヨーロッパ野球選権大会チェコ代表
- 2010 IBAFインターコンチネンタルカップ チェコ代表
- 2012年ヨーロッパ野球選手権大会チェコ代表
- 2013 ワールド・ベースボール・クラシック・チェコ代表
- 2014年ヨーロッパ野球選手権大会チェコ代表
- 2015年夏季ユニバーシアード野球チェコ代表
- 2017 ワールド・ベースボール・クラシック・チェコ代表